# Pernille Højmark
Pernille Højmark (* 21. Mai 1960 in Kopenhagen) ist eine dänische Schauspielerin und Musikerin.

## Leben
Pernille Højmark wuchs als Tochter des Anwalts Søren Højmark († 1973) und der Psychologin Lise Lundsteen († 1982) in Kopenhagen auf, wo sie bis heute lebt.
Nach ihrem Schulabschluss absolvierte sie von 1979 bis 1983 ihre Schauspielausbildung an der Schauspielschule des Aarhus Teater, wo sie auch ihr Bühnendebüt als Darstellerin hatte. Als Bühnendarstellerin wirkte sie in zahlreichen Theaterstücken wie beispielsweise in Pygmalion oder in Amadeus und in Musicals wie Cats, Anything Goes oder in Mamma Mia! mit, so unter anderem auch am Königlichen Theater Kopenhagen, am Folketeatret, am Odense Teater, am Theater Helsingør oder am Aalborg-Theater. Seit dem Jahr 1985 hat Højmark als Schauspielerin vor der Kamera in bislang mehr als 40 Film-und-Fernsehproduktionen mitgewirkt. Im Jahr 1994 wurde sie mit dem Bodil als Beste Nebendarstellerin ausgezeichnet. Sie ist auch als Synchronsprecherin für Animationsfilme und Zeichentrickfilme tätig.
Højmark ist seit Mitte der 1980er-Jahre auch als Musikerin und Sängerin aktiv. Im Jahr 1987 gründete sie zusammen mit Bo Bistrup († 2019), Kim Kidholm, Holger Kølle und Peter-Michael Jensen die Partyband Sweethearts, die bis heute existiert. Die Band spezialisierte sich auf die Coverversionen von älteren dänischen Top-Ten-Hits und veröffentlichte von 1992 bis 2012 bislang zehn Alben. In den Jahren 1992 und 2005 nahm die Band am Dansk Melodi Grand Prix teil, dem dänischen Vorentscheid zum Eurovision Song Contest. Allerdings schafften sie es dabei nicht in die engere Auswahl.
Pernille Højmark war zweimal verheiratet. Beide Ehen blieben kinderlos.

## Filmografie (Auswahl)
- 1985: Engel in Sachen Liebe
- 1986: Flambierte Herzen
- 1987: Bertel
- 1988: Himmel und Hölle
- 1990: Sirup
- 1991: Die Jungen von St. Petri
- 1993: Schwarze Ernte
- 1993: Gigolo
- 1996: Keine Angst vorm Fliegen
- 1997–1999: Taxa (Fernsehserie, 56 Folgen)
- 1999: Seth
- 2001: Shake It All About
- 2003: Zafir
- 2004: Villa Paranoia
- 2004: Strings – Fäden des Schicksals
- 2015: The Stranger
- 2019: Ei blot til lyst
- 2021: Elsker dig i skjul
- 2022: Tag min Hand